# دبورا رنارد
دبورا رنارد (انگلیسی: Deborah Rennard؛ زادهٔ ۴ نوامبر ۱۹۵۹) بازیگر اهل ایالات متحده آمریکا است.
از فیلم‌ها یا برنامه‌های تلویزیونی که وی در آن نقش داشته است، می‌توان به شیردل اشاره کرد.